# Bay View (Washington)
Pour les articles homonymes, voir Bay View.
Bay View  est une census-designated place américaine de l'État de Washington dans le comté de Skagit. 
La population était de 696 habitants en 2010.